# Mátraszele
Mátraszele es un pueblo ubicado en el condado de Nógrád, Hungría.

## Superficie
Posee una superficie de 16,97 kilómetros cuadrados.

## Demografía
Hasta 2021 la población era de 931 habitantes, con una densidad de población de 54,86 habitantes por kilómetro cuadrado.